# Limoux
Limoux er en by og kommune i departementet Aude i regionen Occitanie i det sydlige Frankrig. Byen ligger ca. 30 km syd for Carcassonne. Aude-floden løber gennem byen, der er særligt kendt for en mousserende vin kaldet Blanquette.